# Kanton Pontchâteau
Kanton Pontchâteau (fr. Canton de Pontchâteau) je francouzský kanton v departementu Loire-Atlantique v regionu Pays de la Loire. Tvoří ho šest obcí.

## Obce kantonu
- Besné
- Crossac
- Pontchâteau
- Sainte-Anne-sur-Brivet
- Sainte-Reine-de-Bretagne
- Saint-Joachim